# 川口素生
川口 素生（かわぐち すなお、1961年 - ）は、日本の歴史研究家。岡山県生まれ。岡山商科大学、法政大学文学部史学科卒業。歴史学者の村上直（文学博士、法政大学名誉教授）に師事。日本史全般について一般向けの著作（図書、雑誌・分冊百科の論文）の執筆、児童・生徒向けの学習漫画の原作、監修、時代考証を行う。

## 著書
・『徳川埋蔵金検証事典』（新人物往来社　2000年）
・『北条時宗と蒙古襲来がわかるQ&A100』（雄山閣事業出版〔竹内書店新社〕　2000年）
・『小和田家の歴史　雅子妃殿下のご実家』（新人物往来社　2001年）
・『戦国時代なるほど事典』（PHP研究所／文庫　2001年。ダイジェスト復刻『戦国の意外なウラ事情』PHP研究所　2007年）
・『一冊で読む前田利家』（成美堂出版／文庫　2001年）
・『佐々木小次郎』（アーツアンドクラフツ　2002年）
・『三国志　英雄の名言100』（ベストセラーズ　2002年）
・『宮本武蔵101の謎』（PHP研究所／文庫　2002年）
・『源義経　大いなる謎』（PHP研究所／文庫　2004年）
・『「幕末維新」がわかるキーワード事典』（PHP研究所／文庫　2004年）
・『織田信長101の謎』（PHP研究所／文庫　2005年）
・『山内一豊と妻千代101の謎』（PHP研究所／文庫　2005年）
・『江戸諸藩中興の祖』（河出書房新社　2005年）
・『ストーカーの日本史』（ベストセラーズ／新書　2005年）
・『戦国名軍師列伝』（PHP研究所／文庫　2006年）
・『山本勘助101の謎』（PHP研究所／文庫　2006年）
・『戦国合戦100選』（リイド社／文庫　2006年）
・『戦国武将　逸話の謎と真相』（学習研究社／Ｍ文庫　2007年）
・『天璋院と徳川将軍家101の謎』（PHP研究所／文庫　2007年）
・『戦国名物家臣列伝』（学習研究社／Ｍ文庫　2008年）
・『戦国武将100選』（リイド社／文庫　2008年）
・『スーパー忍者列伝』（PHP研究所／文庫　2008年）
・『直江兼続101の謎』（PHP研究所／文庫　2008年）
・『千利休101の謎』（PHP研究所／文庫　2009年）
・『戦国「闇」の歴史　影武者・不死伝説』（宝島社／文庫　2009年）
・『坂本龍馬と海援隊101の謎』（PHP研究所／文庫　2009年）
・『豊臣一族』（新紀元社　2009年）
・『戦国軍師人名事典』（学習研究社／Ｍ文庫　2009年。改題復刻『戦国軍師列伝』学研パブリッシング／Ｍ文庫　2014年）
・『日本海海戦101の謎』（PHP研究所／文庫　2010年）
・『お江と徳川秀忠101の謎』（PHP研究所／文庫　2010年）
・『島津一族』（新紀元社　2011年）
・『大いなる謎　平清盛』（PHP研究所／新書　2011年）
・『平清盛をめぐる101の謎』（PHP研究所／文庫　2011年）
・『江戸大名家事典』（新紀元社　2013年）
・『途中下車で訪ねる駅前の銅像』（交通新聞社／新書　2014年）
・『吉田松陰と文の謎』（学研パブリッシング／Ｍ文庫　2014年）
・『太平洋戦争海軍提督100選』（PHP研究所／文庫　2015年）
・『真田幸村は生きていた！』（PHP研究所／文庫　2016年）
・『井伊直虎と戦国の女100人』（PHP研究所／文庫　2017年）
・『西郷隆盛101の謎』（幕末維新を愛する会編　文藝春秋／文庫　2017年）
・『思わず人に話したくなる関西「駅名」の謎』（洋泉社　2017年）
・『小和田家の歴史　皇后雅子さまのご実家』（KADOKAWA　2019年）
・『明智光秀は生きていた！』（ベストブック　2019年）
・『女子マラソン強豪列伝』（ベストブック　2020年）
・『戦国・安土桃山時代の池田氏　池田恒興と池田輝政』（倉敷ぶんか倶楽部編　日本文教出版／岡山文庫　2020年）
・『日米開戦と海軍の将兵たち』（ベストブック　2021年）

## 共著・分担執筆
・『神奈川県姓氏家系大辞典』（村上直他編　角川書店　1993年）
・『近世史用語事典』（村上直編　新人物往来社　1993年）
・『日本史用語大事典』（村上直、安岡昭男他編　新人物往来社　1995年）
・『日本宗教史年表』（山折哲雄監修　河出書房新社　2004年）
・『大奥』（清水昇共著　新紀元社　2007年）
・『大江戸歴史百科』（佐々悦久、椎崎亮子共著　河出書房新社　2007年）
・『戦国武将事典』（清水昇他共著　新紀元社　2008年）
・『徳川一族』（清水昇共著　新紀元社　2009年）
・『幕末維新大人名事典』〔上巻、下巻〕（安岡昭男編　新人物往来社　2010年）

## 学習漫画・劇画の原作、監修、時代考証
・『森一族　新・藩翰譜』〔全2巻〕（資料提供〔時代考証〕　久保田千太郎原作　ほんまりう漫画　小学館　1996～97年）
・『日本の歴史ライバル人物伝』（原作・時代考証　ながいのりあき漫画　小学館　2004年）
・『忠臣蔵』〔全6巻〕（資料提供〔時代考証〕　久保田千太郎原作　土山しげる漫画　リイド社　2006～2008年）
・『坂本龍馬（小学館版学習まんが人物館）』（監修　ながいのりあき漫画　小学館　2009年）
・『戦国のヒロイン　江（小学館学習まんがシリーズ）』（監修　万乗大智漫画　小学館　2011年）
・『武士の世へ！　平清盛（小学館学習まんがシリーズ）』（監修　万乗大智漫画　小学館　2012年）
・『まんが日本の歴史なぜなに事典』（春日和夫共著〔シナリオ〕　ながいのりあき漫画　小学館　2013年）
・『日本の歴史人物事典』（監修　成美堂出版　2017年）
・『マンガ日本の歴史』〔全８巻〕（監修　成美堂出版　2019年）
・『戦国武将人物事典』（監修　成美堂出版　2019年）
・『日本の歴史できごと事典』（監修　成美堂出版　2020年）
・『日本の武将超図鑑』（監修　あかね書房　2022年）